# Большое Казанское кольцо
Большо́е Каза́нское кольцо́ (БКК) (тат. Зур Казан боҗрасы (ЗБК)) — кольцевая магистраль непрерывного движения в городе Казани. Итоговая протяжённость трассы — около 34 километров. На трассе устроено несколько развязок в разных уровнях и подземных и надземных пешеходных переходов. Поперечный профиль магистрали на большей части БКК (кроме Адмиралтейской дамбы и улиц Саид-Галеева, Габдуллы Тукая, Технической) включает 6-полосную проезжую часть, а также пути кольцевого скоростного (ускоренного) трамвая на 13-метровой обособленной полосе по центру магистрали. По трамвайным путям на Адмиралтейской и Третьей дамбах, проспекте Ямашева, улицах Габдуллы Тукая, Саид-Галеева, Несмелова, Большой Крыловке, Ленской, Академика Арбузова, помимо кольцевого скоростного (ускоренного) трамвая, также действуют обычные трамвайные маршруты. По Третьей дамбе, проспекту Ямашева и части улицы Арбузова также действуют троллейбусные маршруты. На пересечении проспекта Победы и улицы Зорге расположена станция метро «Проспект Победы», а неподалёку от пересечения проспекта Ямашева и улицы Декабристов — станция метро «Яшьлек».
Идея строительства в Казани большого и малого транспортных колец впервые возникла ещё в ходе разработки генерального плана 1969 года, но законодательно была закреплена лишь в 2001 году, когда мэром К. Ш. Исхаковым было подписано постановление о внесении соответствующей статьи расходов в федеральную целевую программу «Сохранение и развитие исторического центра г. Казани» и назначении ОАО "Институт «Казгражданпроект»" генеральным проектировщиком дороги. Тогда же был утверждён первоначальный вариант трассы общей протяжённостью 34 км, из которых 5,8 км приходится на участок, общий с Малым Казанским кольцом. 29 августа 2020 года открылась последняя замыкающая третья часть.

## Трассировка
По срокам открытия транспортного движения БКК разделено на 3 части: существовавшая, предусмотренная первой очередью нового сооружения в Плане реализации Генерального плана в 2010—2013 годах и предусмотренная второй очередью нового сооружения в Генеральном плане до 2020 года.:
- К первой части относятся существовавшие Адмиралтейская (Кировская) и Третья транспортная дамбы, проспекты Ямашева и Победы, улицы Несмелова и Академика Арбузова, а также Саид-Галеева, Габдуллы Тукая, Техническая, включённые в БКК вместо перспективной части.
- Ко второй части относятся специально построенные для БКК в ходе радикальной реконструкции городского пространства новые участки по улицам Ленская и Большая Крыловка[4].
- К третьей части относятся специально построенные для БКК новые участки через микрорайоны Солнечный город и Борисково по улицам Баки Урманче и Мидхата Булатова до улицы Техническая[4].
- К перспективной части относится предусмотренная сооружением новая магистраль, соединяющая улицу Техническую и Адмиралтейскую дамбу с прохождением вдоль реки Волга. Эта часть была предусмотрена в БКК изначально, однако её строительство было временно отложено ввиду того, что после новосооружаемого участка в радикально реконструируемом городском пространстве в посёлке Победилово и Ново-Татарской слободе её ключевой участок предполагалось провести по реконструируемой набережной Речного порта, на что не было дано разрешение соответствующих федеральных надзорных органов в связи с тем, что набережная является дамбовым защитным волжским гидротехническим сооружением и не должна нести транспортную нагрузку. Вместо этой части для замыкания БКК в него был включён участок по существующим улицам Технической, Габдуллы Тукая, Саид-Галеева. Рассматривается возможность перепроектирования перспективной части с прохождением ключевого участка ниже набережной с реконструкцией и удлинением до Адмиралтейской дамбы улицы Альфреда Халикова.

Участок БКК по Адмиралтейской дамбе и улицам Несмелова, Саид-Галеева, Габдуллы Тукая протяжённостью 5,8 км является совмещённым с частью магистрального Малого Казанского кольца.